# Dán Gunhilda
Dániai Gunhilda (1020 körül – 1038. július 28.), a későbbi III. Henrik német-római császár első felesége. Nagy Knut angol, norvég és dán király, s második felesége, Normandiai Emma leánya.

## Származása
A szülők 1016-ban házasodtak össze, miután az asszony első férje elhunyt. (Emma első hitvese II. Ethelred angol király volt, akit pont Knut édesapja, I. Svend dán és norvég király fosztott meg erőszakkal a trónjától, 1013-ban. 1014-ben meghalt Svend, s Ethelred két évre ismét visszaszerezte koronáját. 1016. április 23-án elhunyt Ethelred is, akit legidősebb élő fia, Vasbordájú Edmund követett a trónon. Edmund még az év november 30-án meghalt. Edmundnak született két fia, Eduárd és Edmund, ám ők nem követhették néhai apjukat Anglia trónján, mivel Knut azonnal magához ragadta a hatalmat, a két herceget pedig száműzte az akkori svéd király, III. Olaf svéd király udvarába, aki egyébként Knut féltestvére volt anyai részről. Knut azt mondta bátyjának, hogy amint megérkezik hozzá Eduárd és Edmund, azonnal ölesse meg őket, ám Olof képtelen volt ezt megtenni, s titokban Kijevbe küldte a két száműzött herceget, ahol leánya, Ingegerd volt a nagyhercegné. Később Eduárd herceg útja Magyarországra vezetett, ahol Ingegerd veje, Árpád-házi András magyar herceg trónigényét támogatta 1046-ban, az ottani korona megszerzése érdekében.)
Apai nagyszülei: I. Svend dán és norvég király, s második hitvese, Świętosława
Anyai nagyszülei: I. Richárd normandiai herceg és második neje, Gunnora

### Apai féltestvérei
- egy ismeretlen nevű leány (1012 körül – 1020), ő sajnos belefulladt a Bosham patakba
- Harold (1015 körül – 1040. március 17.), a későbbi I. Harold angol király, aki Ælfgifu-t vette feleségül, kivel egy közös gyermeke született, Ælfwine (belőle később szerzetes lett)
- Sweyn (1016 körül – 1035), Norvégia későbbi uralkodója, aki nem nősült meg, s gyermekei sem születtek, így halála után koronáját I. (Jó) Magnus (a néhai II. Olaf norvég király törvénytelen fia) kapta meg

### Anyai féltestvérei
- Eduárd (1003 és 1005 között – 1066. január 5.), Anglia későbbi uralkodója, aki 1045. január 23-án nőül vette Wessex-i Edit grófnőt, ám házasságukat közös megegyezéssel nem hálták el, így gyermekük sem született. Eduárdot a trónon II. (Godwin) Harold követte, aki Edit másodszülött bátyja volt.
- Goda (1004 – 1047 körül)
- Alfréd (? – 1036)

### Édestestvére
- II. Hardeknut dán király (1018 körül – 1042. június 8.)

## Házassága
1036-ban Gunhilda hozzáment a leendő III. Henrik német-római császárhoz, II. Konrád és Sváb Gizella fiához. A frigy II. Konrád és Knut békekötését volt hivatott elősegíteni, egy vitatott fennhatóságú terület, Kiel város (Észak-Németországban, Schleswig-Holstein tartományban) határainak megrajzolása kapcsán. A megállapodás létrejöttével nagyjából egy időben, 1035-ben Knut sajnos elhunyt. Gunhilda akkor már 1025 óta élt a német udvarban, hogy megtanulja az ottani nyelvet és a szokásokat. Házasságkötésük után Gunhilda felvette a Kunigunda nevet. Egy leányuk született csupán, Beatrix (1037 – 1061. július 13.), a quedlinburgi és a gandersheimi apátság későbbi zárdafőnökasszonya.
A két elismert, kora középkori krónikaíró, Alberic de Trois-Fontaines és Malmesbury-i Vilmos szerint Gunhildát egyszer még házasságtöréssel is megvádolták rosszakarói, ám az asszony vétlenül került ki az ellene folyó perből, s mindenki legnagyobb meglepetésére elhatározta, hogy apáca lesz belőle. Tervét végül nem valósította meg, s úgy tűnik, nemsokára rendeződött is a férjével való kapcsolata. 1038-ban II. Konrád német-római császárt megkérték, hogy foglaljon állást egy területi vita kapcsán, mely IV. Guaimar salerno-i herceg és IV. Pandulf capua-i herceg közt folyt már egy ideje. Konrád végül úgy döntött, inkább az áll érdekében, hogy Guaimar-t támogassa a vitás kérdésben. A két rivális herceg csapatai Mezzogiorno tartományban (Dél-Olaszországban) csaptak össze, a harc pedig a salerno-i herceg győzelmével fejeződött be, a német-római császár hathatós katonai segítségével. Ezután Mezzogiorno teljes lakossága II. Konrád vazallusa lett. Erre a csatára már a későbbi III. Henrik és Gunhilda is elutazott a császárral.
1039. június 4-én aztán elhunyt II. Konrád, s a császári trónon fia, Henrik követte őt, aki 1028-tól már egyébként is apja társuralkodója volt. III. (Fekete) Henrik német-római császárt 1046. december 25-én koronázták meg.

## Halála
Mikor egyik útjáról épp hazafelé tartott, Németországban súlyos járvány tört ki, melynek számos halálos áldozata lett sajnos, s köztük volt a csupán 17-18 esztendős Gunhilda is. Kislánya, Beatrix körülbelül 1 éves volt, mikor félárva lett. 
1. ↑  p10241.htm#i102410